# زیاد بوغطاس
زیاد بوغطاس (انگلیسی: Zied Boughattas؛ زادهٔ ۵ دسامبر ۱۹۹۰) بازیکن فوتبال اهل تونس است.
از باشگاه‌هایی که در آن بازی کرده‌است می‌توان به باشگاه فوتبال ستاره ساحلی اشاره کرد.
وی همچنین در تیم ملی فوتبال تونس بازی کرده‌است.